# Mengele Agrartechnik

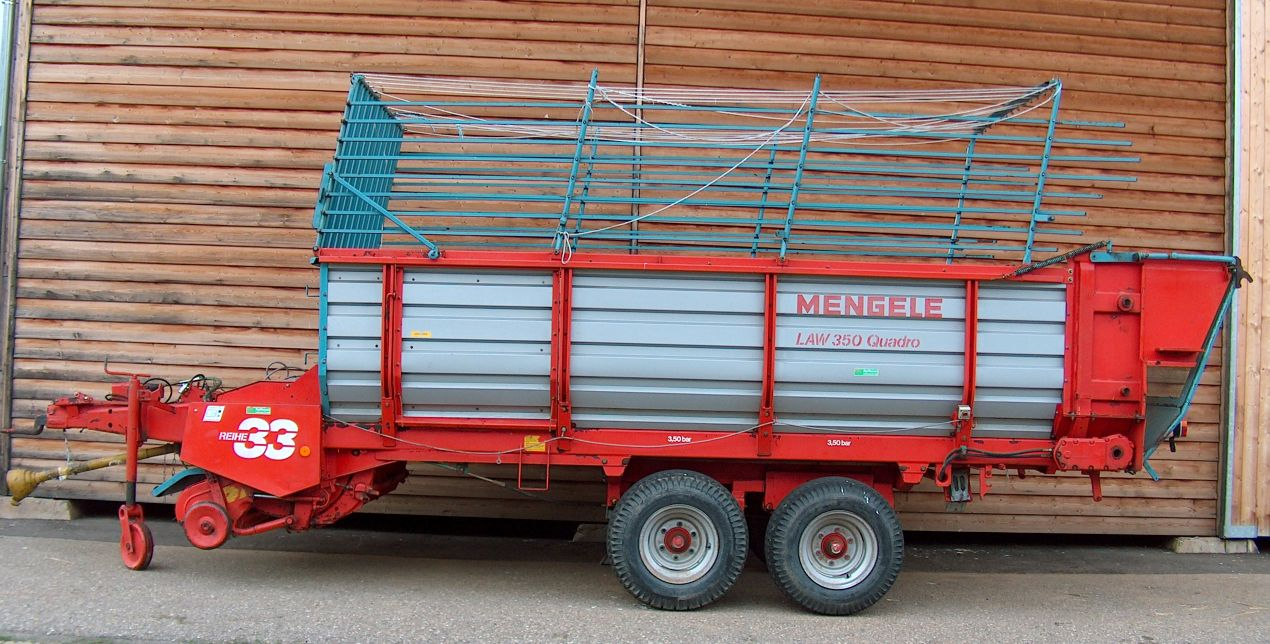
Przyczepa samozbierająca Mengele LAW 350 Quadro

Mengele Agrartechnik – niemieckie przedsiębiorstwo z siedzibą w Waldstetten, które zajmowało się produkcją maszyn rolniczych. Należało do grupy Lely, której część odpowiedzialna za maszyny zielonarskie została przejęta przez koncern AGCO w 2017 roku. Do 2017 roku działało pod nazwą Lely Agrartechnik GmbH.
Przedsiębiorstwo zostało założone w 1872 roku przez Andreasa Eisenlauera jako warsztat naprawy maszyn rolniczych.
W 1907 roku przedsiębiorstwo zostało przejęte przez Karla Mengele (ojciec Josefa Mengele).
Po dołączeniu młodszych synów Karla i Aloisa do spółki, nastąpiła zmiana nazwy na Karl Mengele & Söhne. W 1991 roku spółkę przejęła grupa Bidell, następnie w 2003 roku spółkę przejmuje Bohnacker AG.
W 2010 roku Mengele Agrartechnik zostało nabyte przez holenderską firmę Lely zmieniając jej nazwę na Lely Agrartechnik GmbH.
7 lat później, w 2017 roku część odpowiedzialna za maszyny zielonarskie grupy Lely została przejęta przez koncern AGCO i od tamtego momentu czerwono-białe maszyny zielonarskie Lely są sprzedawane w zielono-czerwonym malowaniu pod marką Fendt.